# Raimunda de Peñafort Lorente
Raimunda de Peñafort Lorente Martínez (Baza, 25 de julio de 1952-Madrid, 4 de febrero de 2012) fue una jurista española que destacó por su labor de visibilizar la violencia de género en España.

## Trayectoria
En 1974, se licenció en Derecho por la Universidad Complutense de Madrid (UCM). Tras años ejerciendo la abogacía, aprobó las oposiciones de Secretario Judicial, desde donde accedió a la judicatura en 1974.
En 2002, accedió a la Sala de lo Penal de la Audiencia Nacional, donde estuvo hasta 2005 cuando dejó este tribunal para ser la titular del Juzgado de Violencia sobre la Mujer nº 1 de Madrid, el primero que se creó en España.
Lorente compaginó la judicatura con su labor como profesora de Derecho procesal penal en la Facultad de Derecho de la Universidad Complutense de Madrid de 1993 a 2012, en el Instituto de Criminología de Madrid, de 1992 a 2012, en el Instituto de Empresa, de 1999 a 2001, y de Practicum de Derecho penal en la Universidad Pontificia Comillas de Madrid entre 1997 y 2001.
Ha participado en numerosas conferencias sobre violencia de género y fue colaboradora en varios medios de comunicación como Cadena SER, Onda Cero, Radio Nacional, Televisión Española, Telemadrid, Antena 3 y Punto Radio, entre otros. Además, en 2014 publicó la novela A la luz de un sueño, que quedó finalista del Premio Vargas Llosa. Al año siguiente, en 2005, Lorente publicó un ensayo sobre su experiencia como magistrada del Juzgado de Violencia sobre la Mujer titulado Una juez frente al maltrato, y donde se relatan historias sucedidas en las casas de acogida para mujeres maltratadas.
Lorente fue testigo en 1971 del hallazgo de la Dama de Baza al encontrarse la escultura íbera en un terreno propiedad de su padre.

## Reconocimientos
En 2023, Lorente fue reconocida por el Ayuntamiento de Madrid como una de las diez juristas más relevantes de la democracia española, encargando al artista Juan Olaso que pintara su retrato en la fachada del edificio del "Espacio de Igualdad María de Maeztu", ubicado en el barrio madrileño de Aluche, junto con el de otras mujeres juristas Concepción Arenal, Clara Campoamor, Mercedes Formica, María Telo, Cristina Alberdi, María Emilia Casas, Elisa Pérez Vera, Adela Asúa y Paca Sauquillo. Ese mismo año, el consistorio municipal madrileño aprobó la instalación de una placa conmemorativa en la fachada del domicilio donde desarrolló su trabajo profesional como abogada.
Lorente fue reconocida por su ciudad natal que en 2011 la nombró pregonera de la Feria y Fiestas de Baza de ese año. Según el alcalde de Baza Manolo Gavilán: “Su muerte fue una gran pérdida para la ciudadanía y, sobre todo, para su familia, a quien queremos transmitir nuestro cariño más sincero y la alegría de nuestra ciudad por este más que merecido reconocimiento”.

## Obra
- 2004 – A la luz de un sueño. Universidad de Murcia, Caja de Ahorros del Mediterráneo. ISBN 9788483715161.
- 2005 – Una juez frente al maltrato. Editorial Debate. ISBN 9788483066362.[20]